# Трач Христофор Йосипович
Христофор Йосипович Трач (псевдо: Кармелюк; 17 червня 1921, м. Княгинин, Станиславівський повіт, Станиславівське воєводство — 19 серпня 1949, ?) — український військовик, поручник УПА, командир куреня «Смертоносці» Станіславського ТВ-22 «Чорний ліс» ВО-4 «Говерла», Лицар Бронзового Хреста Бойової Заслуги.

## Життєпис
Народився у м. Княгинин (тепер район Івано-Франківська) в родині інтелігентів. У 1928 р. сім'я переїхала в сусіднє село Ямниця. Навчався в Станиславівській гімназії. В 1939 р. вступив до педагогічної школи в Станіславові. Восени 1940 р. завербований НКВС як таємний агент з кличкою «Толя». В 1941—1943 рр. працював старшиною в УДП, закінчив поліційну школу у Львові.
З весни 1944 р. — чотовий сотні «Дружинники» командира «Черника» групи «Чорний Ліс», брав участь у рейді сотні на Перемищину. Також став чотовим у новоствореній командиром «Чорним» сотні «Дружинники-2» наприкінці липня 1944 р., там був керівником стрілецького хору. Отримав призначення до штабу куреня «Смертоносці» після повернення до Чорного Лісу восени 1944 р. Наприкінці квітня 1945 р. погодився зустрітися з працівником НКВС, став агентом. У квітні–серпні 1945 р. був командиром куреня «Смертоносці». Отримав наказом ГВШ УПА ч. 3/45 від 10 жовтня 1945 р. звання старшого булавного з дня наказу. З серпня 1945 р. призначений бунчужним штабу ТВ-22 «Чорний ліс».
Наказом ГВШ УПА ч. 1/46 від 15 лютого 1946 р. підвищений до звання поручника з дня 22 січня 1946 р. У серпні 1946 р. після відсторонення командиром ТВ 22 УПА «Дунаєм» від виконання обов'язків бунчужного, забрав із собою архів ТВ.
До 1948 р. з відома НКВС переховується в Ямниці та Станіславі, щоб зберегти можливість знову потрапити до підпілля ОУН. Навесні 1948 р. залучений у підпорядкування Костянтина Петера — «Сокола» і до осені 1948 р. займався впорядкуванням архівів ТВ. Далі — член Тлумацького надрайонного проводу ОУН. Наприкінці 1948 р. був на переслуховуванні СБ ОУН.
Загинув у сутичці з чекістсько-військовою групою.

## Нагороди
- Згідно з Наказом Крайового військового штабу УПА-Захід ч. 18 від 1.03.1946 р. старший булавний УПА, член команди ТВ 22 «Чорний ліс» Христофор Трач — «Кармелюк» нагороджений Бронзовим хрестом бойової заслуги УПА.